# 마쓰다이라 하루사토

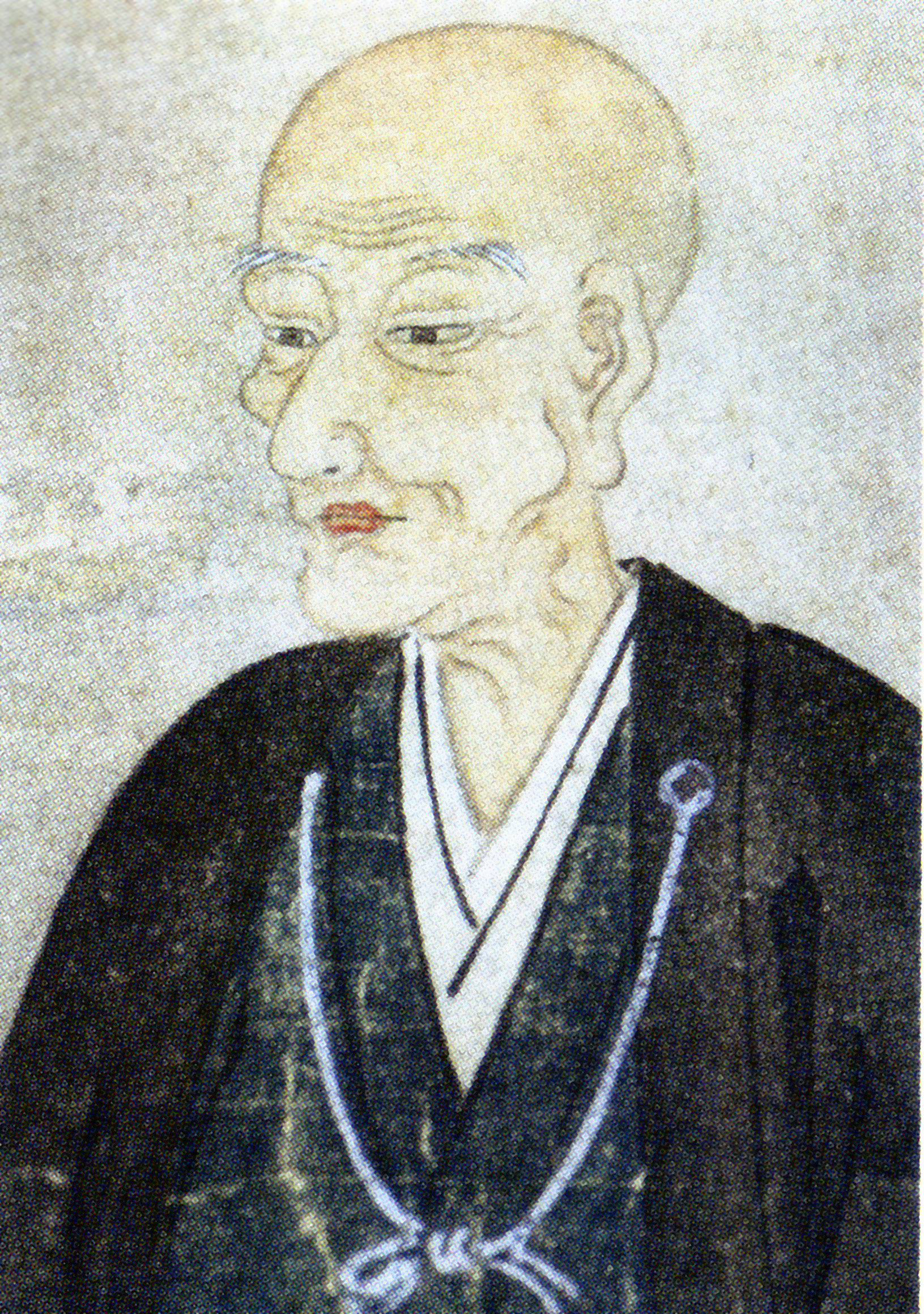
마쓰다이라 후마이

마쓰다이라 하루사토(일본어: 松平治郷, 1751년 3월 11일 ~ 1818년 5월 28일)는 이즈모 마쓰에번 제7대 번주를 지냈다. 나오마사계 에치젠 마쓰다이라 종가(直政系越前松平家宗家) 제7대 당주. 에도 시대의 대표적인 다인으로 호는 후마이(不昧)이다. 후마이류(不昧流)는 현대에도 이어지고 있다. 마쓰에 번 선대 번주 마쓰다이라 무네노부의 차남으로 태어났다.

## 같이 보기
- 마쓰에번

| 전임 마쓰다이라 무네노부 | 제7대 마쓰에번 번주 (마쓰에 마쓰다이라가) 1767년 ~ 1806년 | 후임 마쓰다이라 나리쓰네 |